# Manuel Halcón
Manuel Halcón y Villalón-Daoíz (Sevilla, 25 de diciembre de 1900-Madrid, 29 de julio de 1989) fue un escritor, periodista y político español. Falangista durante la Guerra Civil y la inmediata posguerra, fue procurador en las primeras Cortes franquistas y, posteriormente, miembro del Consejo Privado del Conde de Barcelona. Desde 1962 ocupó el sillón «F» de la Real Academia Española.
Ostentó el título nobiliario de marqués de Villar de Tajo.

## Biografía

### Comienzos
Miembro de la familia de los marqueses de San Gil, descendiente de Luis Daoíz, héroe del 2 de Mayo, pasó su juventud entre Sevilla, Lebrija y Morón, localidad donde vivía uno de sus mejores amigos, su primo el poeta Fernando Villalón. Tuvo su primer éxito literario en 1925, cuando recibió el Premio Izquierdo, concedido por el Ateneo de Sevilla, por su primera novela, El hombre que espera. Durante los años veinte trabajó como periodista de los diarios El Liberal y El Noticiero Sevillano, además de colaborar con las revistas Mediodía, Papel de Aleluyas, Oromana o Letras. Precisamente en esta última revista saldría publicada por primera vez su segunda novela, Los treinta años de una mujer (1926). El libro de relatos Fin de raza, de 1927, fue su última publicación antes de la Guerra Civil.

### Guerra Civil
Durante la Guerra Civil se alineó con el bando sublevado y colaboró en varias publicaciones de la zona nacional, alguna de las cuales llegó a dirigir: tanto la revista Vértice —durante todo 1939, el conocido como «Año de la Victoria»— como el diario F.E. de Sevilla. En plena contienda obtuvo el Premio Unidad por sus crónicas de guerra.

### Dictadura franquista
En 1939 fue subdirector del diario ABC y obtuvo el premio Mariano de Cavia. Acabada la guerra, en 1941 publicó una biografía de Fernando Villalón titulada Recuerdos de Fernando Villalón. Además, dirigiría la editorial Rivadeneyra, dando cancha a muchas de las mejores revistas culturales del momento. Manuel Halcón fue miembro del Consejo de la Hispanidad.
El 13 de septiembre de 1940 Ramón Serrano Suñer, como enviado especial de Franco, parte hacia Alemania acompañado de una serie de personas inclinadas en favor del nacionalsocialismo; Manuel Halcón figuró en el séquito que lo acompañó, junto con personajes como Demetrio Carceller, Miguel Primo de Rivera, Dionisio Ridruejo, Antonio Tovar y Manuel de Mora-Figueroa.
Próximo a Serrano Suñer, una disposición de abril de 1941 le designó canciller del Consejo de la Hispanidad. Desempeñó el cargo hasta su destitución en julio de 1943.
También fue procurador en las Cortes franquistas, en virtud de su puesto como canciller del Consejo de la Hispanidad durante la I Legislatura, constituidas el 16 de marzo de 1943. Miembro del tercer Consejo Nacional del Movimiento, fue uno de los diecisiete procuradores que junto con otras diez personalidades firman el Manifiesto de los Veintisiete promovido por el también procurador Joan Ventosa con la esperanza de una restauración monárquica en la persona de Juan de Borbón y la reconstrucción de su viejo partido la Lliga Catalana. Con posterioridad perteneció al Consejo Privado del Conde de Barcelona.
Durante veintiséis años dirigió la revista Semana, combinando su trabajo periodístico con el literario. Esta revista la fundó junto con su amigo Manuel Aznar Zubigaray, si bien este último acabaría abandonando la publicación por sus responsabilidades diplomáticas. 
En 1944 publicó su novela más famosa, Las aventuras de Juan Lucas, que sería adaptada al cine años más tarde. En los años cincuenta publicó la novela corta Los pasos de Mary (1951), y las novelas La gran borrachera (1953) y Los Dueñas (1956), así como un conjunto de cuentos titulado Narraciones. Además, hizo dos incursiones en el teatro: en 1950, La condesa de la Banda; y en 1953, Salto al cielo, que era una versión de su novela La gran borrachera, antes mencionada. En 1960 obtuvo el Premio Nacional de Novela por Monólogo de una mujer fría, que en poco más de tres años agotó veintidós ediciones, con cerca de setenta mil ejemplares vendidos. Se trata de un documento nada complaciente sobre las formas de vida de la alta burguesía madrileña de posguerra, y cuya protagonista Anita Peñalver es, a juicio de José María Pemán, «una de las creaciones de mujer más totales de la novelística contemporánea».
El 9 de diciembre de 1962 tomó posesión del cargo de académico de la Real Academia Española, para el cual había sido elegido en mayo de dicho año.
En 1964 publicó Desnudo pudor, una novela sobre la Costa del Sol, y en 1967 Ir a más, donde se introduce por primera vez en su obra dentro del campo andaluz, y que es preámbulo de una de sus obras más famosas, Manuela (1970), que sería llevada al cine. Propuso, junto a Antonio Tovar y Samuel Gili Gaya la candidatura del lingüista Emilio Alarcos Llorach a la Real Academia Española, quien finalmente sería elegido académico de la RAE frente a la lexicógrafa María Moliner, esta última propuesta por Dámaso Alonso, Rafael Lapesa y Pedro Laín Entralgo.

### Últimos años
En 1979 apareció su última obra, Cuentos del buen ánimo. Falleció en Madrid en julio de 1989, al suicidarse en su casa. En un principio se difundió como versión oficial la de que se había tratado de un accidente producido cuando limpiaba un revólver. Pero la autopsia demostró que, al haberse producido el disparo con el arma dentro de la boca, la hipótesis del accidente era del todo imposible.[cita requerida]

## Obras
Novelas
- Las aventuras de Juan Lucas
- Los pasos de Mary
- La gran borrachera
- Los Dueñas
- Monólogo de una mujer fría
- Desnudo pudor
- Ir a más
- Manuela
- Cuentos del buen ánimo

Teatro
- La condesa de la Banda
- Salto al cielo

## Reconocimientos
- Encomienda con Placa de la Gran Orden Imperial de las Flechas Rojas (1939)[9]
- Gran Cruz de la Orden de Isabel la Católica (1959)[10]